# Graphis barashi
Graphis barashi is een slakkensoort uit de familie van de Tofanellidae. De wetenschappelijke naam van de soort werd in 2002 voor het eerst geldig gepubliceerd door Jacobus Johannes van Aartsen.